# Человек, который изменил всё
«Человек, который изменил всё» (англ. Moneyball) — американский спортивный драматический фильм 2011 года, второй полнометражный фильм, снятый режиссёром Беннеттом Миллером по сценарию Стивена Заилляна и Аарона Соркина по рассказу Стэна Червина. Фильм основан на документальной книге 2003 года Moneyball. Как математика изменила самую популярную спортивную лигу в мире Майкла Льюиса. Книга представляет собой рассказ о сезоне бейсбольной команды Окленд Атлетикс 2002 года и попытках их генерального менеджера Билли Бина собрать конкурентоспособную команду.
Фильм получил 6 номинаций на премию «Оскар», включая лучший фильм года, лучший адаптированный сценарий, лучшую мужскую роль (Питт) и лучшую мужскую роль второго плана (Хилл). Он также получил 4 номинации на премию «Золотой глобус».

## Сюжет
«Окленд Атлетикс» играет на равных в Серии дивизионов Американской лиги 2001, но проигрывает решающий матч своему сопернику — клубу «Нью-Йорк Янкис» с зарплатной ведомостью в 114 млн долларов, против 39 млн у «Эйс». Помимо ограниченных финансовых возможностей в межсезонье к проблемам «Атлетикс» добавляется потеря ключевых игроков — Джейсона Джамби, Джонни Деймона и Джейсона Изринхаузена, — которые за высокую зарплату уходят в более богатые клубы Главной лиги бейсбола. Генеральный менеджер «Атлетикс» Билли Бин (Брэд Питт) вынужден искать им замену среди менее удачливых и талантливых бейсболистов и собирать конкурентоспособную команду к сезону 2002 года при ограниченных финансовых возможностях.
Во время визита в Кливленд Билли знакомится с Питером Брендом (Джона Хилл) — молодым выпускником Йеля, экономистом, который, пользуясь математическими расчётами, предлагает новаторскую схему оценки полезности игроков, исходя из расчёта показателей их личной статистики (см. Бейсбольная статистика). Во флэшбеках показывается прошлое Бина — в юности он, поверив заверениям бейсбольных скаутов, которые прочили ему блестящее будущее, отказался от учёбы в Стенфорде и согласился играть в МЛБ, подписав контракт с клубом «Нью-Йорк Метс», однако его карьера оказалась неудачной. Бренд признаётся, что Бин, на его взгляд, в то время не был подготовлен для игры с первого иннинга и ему следовало пойти в университет. Бин выкупает Бренда у «Кливленд Индианс» и делает своим ассистентом.
Бин опробует теорию Бренда и, несмотря на протесты опытнейших скаутов «Атлетикс», набирает команду из малоизвестных или на первый взгляд бесперспективных игроков. Скауты не верят в схему Бренда, согласно которой Бин нанимает трёх недорогих и менее сильных игроков, утверждая, что по своим суммарным статистическим показателям втроём они сумеют заменить одну ушедшую суперзвезду. Ориентируясь на расчёты Бренда, он выбирает игроков, исходя из их процента занятия базы после выхода на биту. Именно так он берёт травмированного кэтчера Скотта Хэттеберга (Крис Прэтт), который никогда не играл на первой базе, бывшую звезду главной лиги 37-летнего Дэвида Джастиса, чья карьера идёт на спад, и молодого питчера Чеда Брэдфорда из низшей лиги с необычной, смешной для профессионалов манерой подачи. Несмотря на состав, набранный Бином, главный тренер «Атлетикс» Арт Хоу (Филип Сеймур Хоффман) оставляет за собой право выбирать состав на каждую игру и постоянно оставляет за бортом новичков Бина. После четырнадцати игр «Атлетикс» занимают последнее место, и, чтобы дать шанс новичкам, в которых уверены они с Брендом, Бин решает продать своих оставшихся «звёзд», в том числе перспективного Карлоса Пенью, чтобы связать Хоу руки и заставить его выпускать на поле новых, хоть и неопробованных, игроков.
Бин убеждает владельца команды, что к середине сезона они выберутся в семёрку лучших. Хоу вынужден работать с тем, что у него есть: он выпускает на поле набранных Бином игроков, и «Атлетикс» начинают выигрывать. Команда одерживает небывалые двадцать побед подряд, установив «вечный» рекорд американской лиги. Их «белая полоса» завершается победой над «Канзас-Сити Роялс». Бин, который из-за суеверий и нежелания привязываться к игрокам, не присутствует на матчах, под уговорами своей семьи решает пойти на матч с «Роялс», где «Атлетикс» уже лидируют со счётом 11:0 после трёх иннингов. После прихода Бина «Роялс» сравнивают счёт, но новичок «Атлетикс» Скотт Хэттеберг, на которого Бренд больше всего делал ставку, выбивает победный хоум-ран. Несмотря на серию побед, «Атлетикс» проигрывают в первом раунде плей-офф команде «Миннесота Твинс», но Бин, хотя и разочарован поражением, доволен тем, что схема Бренда работает.
В финальной сцене картины Бин включает в своем автомобиле запись с песней The Show, исполненной его дочерью Кейси. Камера плавно делает крупный план лица Бина, в его глазах стоят слёзы. Проникновенная композиция и просьба дочери вынудили его отказаться от должности генерального менеджера «Бостон Ред Сокс», несмотря на зарплату в 12,5 млн долларов в год, которая сделала бы его самым высокооплачиваемым менеджером в истории бейсбола. Сами «Ред Сокс», начиная с серии 2004 года, во время выбора игроков пользуются схемой, которую впервые опробовал Бин. С помощью данной схемы «Бостон Ред Сокс» впервые за 86 лет выигрывают Мировую серию.

## В ролях
- Брэд Питт — Билли Бин
- Керрис Дорси — Кейси Бин
- Джона Хилл — Питер Брэнд (за основу взят Пол Деподеста)
- Филип Сеймур Хоффман — Арт Хоу
- Крис Прэтт — Скотт Хэттеберг
- Стивен Бишоп — Дэвид Джастис
- Кейси Бонд — Чед Брэдфорд
- Кэтрин Моррис — Тара Бин
- Ройс Клэйтон — Мигель Техада
- Эдриан Беллани — Карлос Пенья
- Ник Порраццо — Джереми Джамби
- Робин Райт — Шэрон
- Бобби Котик — Стив Шотт
- Джо Сатриани — камео

## Производство
Компания Columbia Pictures купила права на книгу Льюиса в 2004 году, наняв Червина для написания сценария. Первоначально режиссёром должен был стать Дэвид Фрэнкель, а сценарий писал Заиллян, но вскоре его заменил Стивен Содерберг, который планировал снять фильм в полудокументальном стиле, включив в него интервью с настоящими спортсменами, а также реальных игроков и тренеров команды, которые будут изображать самих себя. Но до начала съёмок в июле 2009 года фильм был отложен из-за творческих разногласий между Содербергом и Sony Pictures Releasing по поводу переписывания сценария в последнюю минуту. Содерберг ушёл, и Миллер был нанят режиссёром, Питт стал продюсером, а Соркин был нанят для переписывания. Съёмки начались в июле 2010 года на разных стадионах, таких как Доджер-стэдиум и Oakland Coliseum.
Съёмки начались в июле 2010 года. К этому моменту изначальный бюджет в 60 млн долларов был сокращен до 47 млн долларов, в том числе за счет того, что Брэд Питт согласился урезать свой гонорар.

## Музыка
Саундтрек написан канадским композитором Майклом Данна.
| №   | Название                  | Автор(ы)              | Длительность |
| --- | ------------------------- | --------------------- | ------------ |
| 1.  | «The Show»                | Kerris Dorsey         | 3:14         |
| 2.  | «One Out Away»            | Mychael Danna         | 1:49         |
| 3.  | «A little Bit of Faith»   | Mychael Danna         | 1:10         |
| 4.  | «Spring Training»         | Mychael Danna         | 1:34         |
| 5.  | «Big League»              | Mychael Danna         | 2:20         |
| 6.  | «Opening Day»             | Mychael Danna         | 1:12         |
| 7.  | «Losing Streak»           |                       | 1:40         |
| 8.  | «Can't Miss Prospect»     | Mychael Danna         | 2:05         |
| 9.  | «Time Tested Intangibles» | Mychael Danna         | 1:22         |
| 10. | «Is Losing Fun»           |                       | 0:54         |
| 11. | «Coaching»                | Mychael Danna         | 1:01         |
| 12. | «It's a Process»          | Mychael Danna         | 1:52         |
| 13. | «More»                    | Mychael Danna         | 1:38         |
| 14. | «The Streak»              | Mychael Danna         | 3:04         |
| 15. | «Turn Around»             | Mychael Danna         | 0:49         |
| 16. | «Old Ground»              | Mychael Danna         | 4:27         |
| 17. | «Hattie»                  | Mychael Danna         | 1:25         |
| 18. | «Game 5»                  | Mychael Danna         | 1:08         |
| 19. | «Fenway»                  | Mychael Danna         | 1:30         |
| 20. | «The Offer»               | Mychael Danna         | 0:42         |
| 21. | «Oakland»                 | Mychael Danna         | 1:13         |
| 22. | «On Its Head»             | Mychael Danna         | 1:35         |
| 23. | «The Mighty Rio Grande»   | This Will Destroy You | 11:17        |

## Критика
Фильм впервые показан на Международном кинофестивале Торонто в 2011 году 9 сентября и выпущен 23 сентября 2011 года, с кассовым успехом и широким признанием критиков, особенно за актёрскую игру и сценарий. Очень высоких оценок удостоилась и работа молодого актёра Джоны Хилла в важнейшей роли второго плана. 
Так рейтинг картины на сайте Rotten Tomatoes составляет 94% на основе 266 рецензий. На Metacritic средний рейтинг фильма составляет 87 баллов из 100 на основе 42 обзоров.

## Награды и номинации
Фильм так и не завоевал значимых наград, но был многократно отмечен в самых престижных номинациях:
- 2011 — 4 номинации на премию «Спутник»: лучший фильм, лучшая мужская роль (Брэд Питт), лучшая мужская роль второго плана (Джона Хилл), лучший адаптированный сценарий (Стивен Заиллян, Аарон Соркин).
- 2012 — 4 номинации на премию «Золотой глобус»: лучший фильм — драма, лучшая мужская роль (Брэд Питт), лучшая мужская роль второго плана (Джона Хилл), лучший сценарий (Стивен Заиллян, Аарон Соркин).
- 2012 — 2 номинации на Премию Гильдии киноактёров США: лучшая мужская роль (Брэд Питт), лучшая мужская роль второго плана (Джона Хилл).
- 2012 — 3 номинации на премию BAFTA: лучшая мужская роль (Брэд Питт), лучшая мужская роль второго плана (Джона Хилл), лучший адаптированный сценарий (Стивен Заиллян, Аарон Соркин).
- 2012 — 6 номинаций на премию «Оскар»: лучший фильм, лучшая мужская роль (Брэд Питт), лучшая мужская роль второго плана (Джона Хилл), лучший адаптированный сценарий (Стивен Заиллян, Аарон Соркин, Стэн Червин), лучший монтаж и лучший звук.

## Комментарии
1. ↑  «Эйс» является прозвищем «Окленд Атлетикс»